# هوئیز

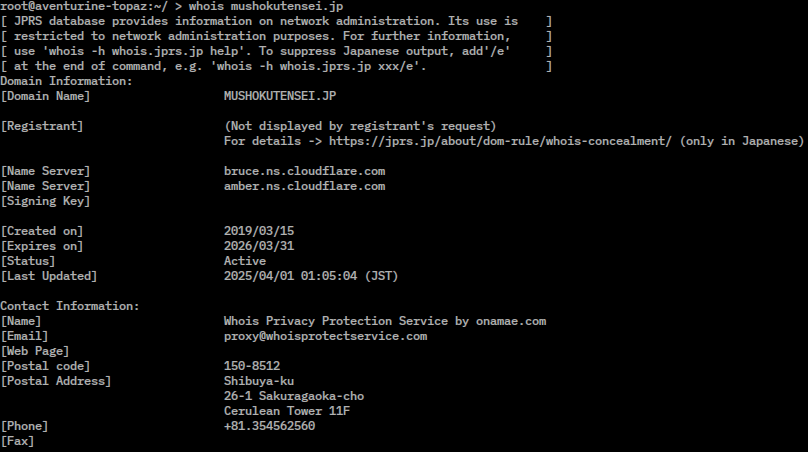
هو ایز

هو ایز (به انگلیسی: Whois) (به صورت who is خوانده می‌شود و به معنای چه کسی است یا کیست یا کیه است) یک پرس و جوی پروتکلی است که به‌طور گسترده‌ای برای پرس و جوی پایگاه‌های داده کاربران ثبت‌شده یا نمایندگان منابع اینترنت، مانند یک نام دامنه اینترنتی، یک نشانی آی‌پی، یا یک سامانه خودگردان بکار می‌رود. اما همینطور محدوده گسترده‌تری از دیگر داده‌ها نیز بکار می‌روند. پروتکل هو ایز، محتوای پایگاه داده را به ساختاری قابل درک برای انسان، ذخیره‌سازی و ارائه می‌کند. پروتکل هو ایز توسط جامعه اینترنت در اینجا مستندسازی شده‌است.

## کاربرد در دامنه اینترنتی
به‌طور ساده هو ایز در  دامنه اینترنتی، به تلاش برای دریافت اطلاعات جزئی یا کلی در زمینه مالکیت یا رابط‌های مدیریتی یک دامنه اینترنتی و مانند آن گفته می‌شود.
سطح دسترسی به این اطلاعات برای کاربر درخواست‌کننده به هو ایز به نوع دامنه سطح‌بالا یا دامنه سطح دوم، ثبت کننده آن دامنه، یا حتی به میزان آزادسازی دسترسی به این اطلاعات از سوی مالک آن دامنه اینترنتی بستگی دارد.